# Porsche Tennis Grand Prix 2025
Il Porsche Tennis Grand Prix 2025 è un torneo femminile di tennis giocato sulla terra rossa indoor. È la 47ª edizione del torneo che fa parte della categoria WTA 500 nell'ambito del WTA Tour 2025. Si gioca nella Porsche Arena di Stoccarda in Germania dal 14 al 20 aprile 2025. Nella giornata di venerdì 18 aprile, non si è disputato nessun incontro per festività, di conseguenza la finale del singolare è stata posticipata a lunedì 21.

## Partecipanti

### Teste di serie
| Nazionalità | Giocatrice      | Ranking* | Testa di serie |
| ----------- | --------------- | -------- | -------------- |
|             | Aryna Sabalenka | 1        | 1              |
| Polonia     | Iga Świątek     | 2        | 2              |
| Stati Uniti | Jessica Pegula  | 3        | 3              |
| Stati Uniti | Coco Gauff      | 4        | 4              |
| Italia      | Jasmine Paolini | 6        | 5              |
|             | Mirra Andreeva  | 7        | 6              |
| Stati Uniti | Emma Navarro    | 11       | 7              |
|             | Diana Šnajder   | 13       | 8              |

* Ranking al 7 aprile 2025.

### Altre partecipanti
Le seguenti giocatrici hanno ricevuto una wild card per il tabellone principale:
- Eva Lys
- Tatjana Maria
- Jule Niemeier
- Laura Siegemund

Le seguenti giocatrici sono passate dalle qualificazioni:

- Jana Fett
- Veronika Kudermetova
- Aljaksandra Sasnovič
- Dajana Jastrems'ka

La seguente giocatrice è entrata in tabellone come lucky loser:
- Ėrika Andreeva
- Sara Errani
- Ella Seidel

### Ritiri
Prima del torneo
- Paula Badosa → sostituita da  Marta Kostjuk
- Danielle Collins → sostituita da  Ella Seidel
- Marta Kostjuk → sostituita da  Ėrika Andreeva
- Barbora Krejčíková → sostituita da  Anastasija Potapova
- Rebecca Šramková → sostituita da  Sara Errani
- Zheng Qinwen → sostituita da  Rebecca Šramková

## Partecipanti al doppio

### Teste di serie
| Nazione       | Giocatrice         | Nazione       | Giocatrice           | Ranking* | Testa di serie |
| ------------- | ------------------ | ------------- | -------------------- | -------- | -------------- |
| Canada        | Gabriela Dabrowski | Nuova Zelanda | Erin Routliffe       | 8        | 1              |
| Italia        | Sara Errani        | Italia        | Jasmine Paolini      | 12       | 2              |
| Taipei cinese | Chan Hao-ching     |               | Veronika Kudermetova | 29       | 3              |
| Stati Uniti   | Asia Muhammad      | Paesi Bassi   | Demi Schuurs         | 34       | 4              |

* Ranking al 7 aprile 2025. 

## Campionesse

### Singolare
Jeļena Ostapenko ha sconfitto in finale  Aryna Sabalenka con il punteggio di 6-4, 6-1.

### Doppio
Gabriela Dabrowski /  Erin Routliffe hanno sconfitto in finale  Ekaterina Aleksandrova /  Zhang Shuai con il punteggio di 6-3, 6-3.